# Ageratina areolaris
Ageratina areolaris là một loài thực vật có hoa trong họ Cúc. Loài này được (DC.) Gage ex B.L.Turner mô tả khoa học đầu tiên năm 1997.